# Kliopsyllus minutus
Kliopsyllus minutus is een eenoogkreeftjessoort uit de familie van de Paramesochridae. De wetenschappelijke naam van de soort is voor het eerst geldig gepubliceerd in 1970 door Masry.